# Paris (Arkansas)
Paris is een plaats (city) in de Amerikaanse staat Arkansas, en valt bestuurlijk gezien onder Logan County.

## Demografie
Bij de volkstelling in 2000 werd het aantal inwoners vastgesteld op 3707.
In 2006 is het aantal inwoners door het United States Census Bureau geschat op 3678, een daling van 29 (-0,8%).

## Geografie
Volgens het United States Census Bureau beslaat de plaats een oppervlakte van
12,4 km², waarvan 11,7 km² land en 0,7 km² water. Paris ligt op ongeveer 143 m boven zeeniveau.

## Plaatsen in de nabije omgeving
De onderstaande figuur toont nabijgelegen plaatsen in een straal van 24 km rond Paris.